# Meioneta maritima
Meioneta maritima là một loài nhện trong họ Linyphiidae.
Loài này thuộc chi Meioneta. Meioneta maritima được James Henry Emerton miêu tả năm 1919.